# Melochia grayana
Melochia grayana är en malvaväxtart som beskrevs av A. C. Smith. Melochia grayana ingår i släktet Melochia och familjen malvaväxter. Inga underarter finns listade i Catalogue of Life.